# Scopula schoyeni
Scopula schoyeni là một loài bướm đêm trong họ Geometridae.